# H. & S. Norfolk Company
H. & S. Norfolk Company war ein britischer Hersteller von Automobilen.

## Unternehmensgeschichte
Das Unternehmen aus dem Londoner Stadtteil Deptford begann 1901 mit der Produktion von Automobilen. Der Markenname lautete Comet. 1905 endete die Produktion. Unter diesem Markennamen wurden auch Motorräder vermarktet. Eine Quelle vermutet, dass die H. & S. Norfolk Company auch diese Zweiräder herstellte.